# 柱础

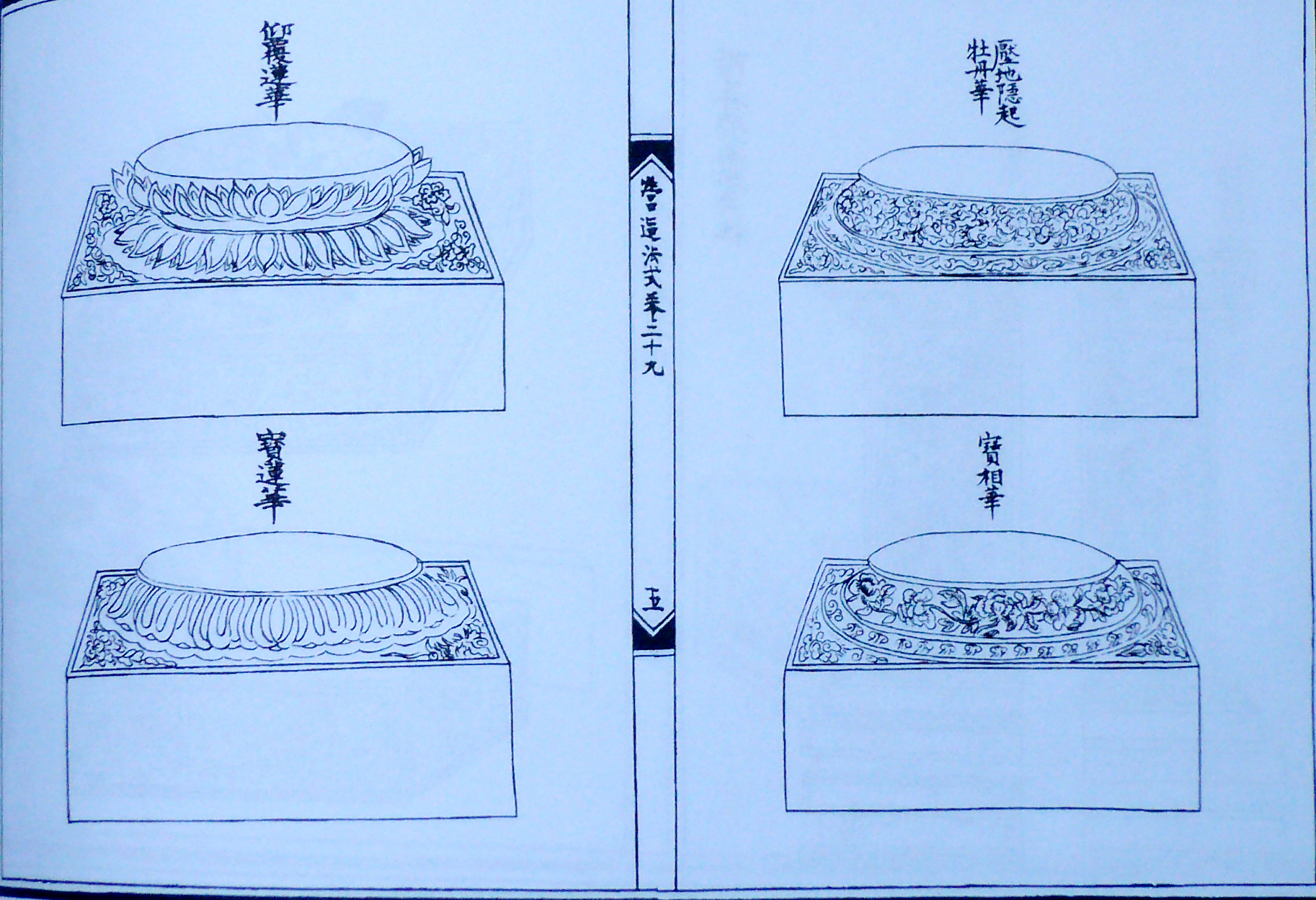
《营造法式》柱础图

柱础是柱的基座。在東亞古建筑中用于檐柱、金柱、中柱、山柱的底端与台基之间。
其功用有三：将柱子的重量分布在较大的面积传到地面；防水防潮；装饰。

## 歷史沿革
中國的柱础起源于商代，殷墟曾发掘出卵石形的原始柱础。
宋代《营造法式》将柱础规范化：
造柱础的制度，方形柱础的边长等于柱子直径的二倍，例如柱径二尺，柱础方四尺。柱础边长如在一尺四寸以下，柱础的厚度是按每尺边长厚八寸计算；凡柱础边长在三尺以上，础厚等于础边长的一半
東亞傳統建築柱础上的雕刻图案，有铺地莲花式、仰覆莲花式、覆盆莲花式、海石榴花式、游龙戏水式、宝莲花式、牡丹花式等。

## 圖片
- 殷墟商王大墓中出土的石礎
- 五台佛光寺大殿檐柱柱础（唐代）
- 宁波保国寺大殿柱础（北宋）
- 元代六蟠螭兽墩石础，藏苏州罗汉院双塔
- 浙江武义延福寺大殿金柱柱础（元代）
- 佛山祖庙灵应祠柱础（明清）
- 山西王家大院虎云纹石柱础
- 山西王家大院鼓形柱础
- 日本奈良东大寺柱础